# Queen's (ancienne circonscription fédérale)
Pour l’article homonyme, voir Queen's.
Queen's fut une circonscription électorale fédérale de l'Île-du-Prince-Édouard. La circonscription fut représentée de 1904 à 1968.
La circonscription a été créée en 1903 à partir du Prince-Est, Queen's-Est et Queen's-Ouest. Abolie en 1966, elle fut redistribuée parmi les circonscriptions de Cardigan, Hillsborough et de Malpeque. La circonscription était représentée par deux députés.

## Géographie
En 1903, la circonscription de Queen's comprenait:
- Le comté de Queens

## Députés
Élection fédérale canadienne de 1904
- Angus Alexander McLean, Conservateur
- Alexander Martin, Conservateur

Élection fédérale canadienne de 1908
- Lemuel E. Prowse, Libéral
- Alexander B. Warburton, Libéral

Élection fédérale canadienne de 1911
- Angus Alexander McLean, Conservateur (2)
- Donald Nicholson, Conservateur

Élection fédérale canadienne de 1917
- Donald Nicholson, Conservateur
- John Ewen Sinclair, Libéral

Élection fédérale canadienne de 1921
- John Ewen Sinclair, Libéral
- Duncan Alexander MacKinnon, Libéral

Élection fédérale canadienne de 1925
- Robert Harold Jenkins, Libéral
- John Albert Messervy, Conservateur

Élection fédérale canadienne de 1926
- Robert Harold Jenkins, Libéral
- John Ewen Sinclair, Libéral (2)

Élection fédérale canadienne de 1930
- Winfield Chester Scott McLure, Conservateur
- John H. Myers, Conservateur

Élection fédérale canadienne de 1935
- J. James Larabee, Libéral
- Peter Sinclair (fils), Libéral

Élection partielle de 1935
- Charles Avery Dunning, Libéral en remplacement de J. James Larabee

Élection fédérale canadienne de 1940
- Cyrus Macmillan, Libéral
- James Lester Douglas, Libéral

Élection fédérale canadienne de 1945
- James Lester Douglas, Libéral
- Winfield Chester Scott McLure, Progressiste-conservateur (2)

Élection fédérale canadienne de 1949
- Winfield Chester Scott McLure, Progressiste-conservateur
- James Lester Douglas, Libéral

Élection partielle de 1951
- Angus MacLean, Progressiste-conservateur en remplacement de J. L. Douglas

Élection fédérale canadienne de 1953
- Neil Alexander Matheson, Libéral
- Angus MacLean, Progressiste-conservateur

Élection fédérale canadienne de 1957
- Angus MacLean, Progressiste-conservateur
- Heath MacQuarrie, Progressiste-conservateur

Élection fédérale canadienne de 1958
- Angus MacLean, Progressiste-conservateur
- Heath MacQuarrie, Progressiste-conservateur

Élection fédérale canadienne de 1962
- Angus MacLean, Progressiste-conservateur
- Heath MacQuarrie, Progressiste-conservateur

Élection fédérale canadienne de 1963
- Angus MacLean, Progressiste-conservateur
- Heath MacQuarrie, Progressiste-conservateur

Élection fédérale canadienne de 1965
- Angus MacLean, Progressiste-conservateur
- Heath MacQuarrie, Progressiste-conservateur